# Хабаровская духовная семинария
Хаба́ровская духо́вная семина́рия — высшее учебное заведение Русской Православной Церкви, основная задача которого представляет собой подготовку духовенства и церковнослужителей для дальневосточных епархий Московского Патриархата. Расположена в столице Хабаровского края — Хабаровске.
Создана 10 июня 2005 года решением Священного Синода Русской Православной Церкви по предложению Патриарха Московского и всея Руси Алексия II. В 2009 г. семинария получила государственную лицензию на ведение образовательной деятельности по программам высшего профессионального образования и программа дополнительного образования.

## Духовное образование на Дальнем Востоке России

### Духовное образование на Дальнем Востоке до революции
До революции 1917 года на Дальнем Востоке было несколько средних духовных учебных заведений (до недавнего времени духовная семинария считалась средним учебным заведением для подготовки духовенства) — учреждённых в середине XIX века святителем Иннокентием, митрополитом Московским и Коломенским, апостолом Дальнего Востока и Северной Америки, тогда — епископом (впоследствии — архиепископом) Камчатским, Курильским и Алеутским, и его преемниками, Новоархангельская духовная семинария в Ново-Архангельске (на о-ве Ситха из числа Алеутских островов, 1840 год) и Якутске (переведена из Ново-Архангельска, 1858 год), духовное училище (1862 год) и Благовещенская духовная семинария (1871 год) в Благовещенске.
Эти учебные заведения стали вскоре центрами как религиозного, так и культурного просвещения огромной малонаселённой территории. В семинариях в обязательном порядке изучались языки местных народностей, а также языки народов сопредельных государств — Японии, Кореи и Китая. В эти учебные заведения отправлялись за казённый счёт наиболее талантливые дети из семей коренных народов Дальнего Востока. Основным направлением работы было миссионерство; активно переводились на местные языки Священное Писание, богослужебные и вероучительные книги. Помимо чисто богословских и богослужебных выпускникам также прививались знания по медицине, агрономии. По официальной статистике до 80 % учительских кадров Приамурья были выходцами из Якутской и Благовещенской духовных школ.
После революции 1917 года на Дальнем Востоке были закрыты все духовные учебные заведения.

### Духовное образование на Дальнем Востоке в настоящее время
В начале 1990-х годов начался процесс возрождения православного образования на Дальнем Востоке. В 1994 году во Владивостоке было открыто первое духовное учебное заведение — двухгодичное духовное училище.
В 1999-м в Дальневосточном государственном университете была учреждена кафедра теологии и религиоведения, которую возглавил правящий архиерей Владивостокской епархии, архиепископ Владивостокский и Приморский Вениамин; в том же году был открыт филиал Православного Свято-Тихоновского богословского института в Петропавловске-Камчатском.
В 2004 году филиал Православного Свято-Тихоновского гуманитарного университета был открыт в Южно-Сахалинске.
В 2006 году духовное училище с двухгодичным сроком обучением было открыто в Якутске, его ректором был назначен епископ Якутский и Ленский Зосима.

## История создания и развития хабаровской семинарии

### Открытие
10 июня 2005 года на заседании Священного Синода Русской православной церкви было принято решение об «открытии в Хабаровске Духовной Семинарии Русской православной церкви» и о назначении её ректором архиепископа Хабаровского и Приамурского Марка (журнал заседания Священного Синода Русской православной церкви от 10 июня 2007 года № 42). Первым проректором был назначен иеромонах Петр (Еремеев), доктор теологии Софийского университета, проректор Московских духовных академии и семинарии по организационно-административной работе.

### Сентябрь 2005 — сентябрь 2011
В сентябре 2005 года начался учебный процесс в новооткрытой семинарии. Также в сентябре 2005 года в Хабаровске прошёл Слет православной молодёжи Дальнего Востока и Забайкалья, одним из организаторов которого стала Хабаровская духовная семинария.
В октябре было освящено место под строительство комплекса зданий Хабаровской семинарии, спроектированного предприятием «Хабаровскгражданпроект». Заказчиком строительства выступило Правительство Хабаровского края, генеральным подрядчиком — ФГУП «Дальспецстрой при Спецстрое России».
19-21 сентября 2006 года Хабаровская семинария стала соорганизатором Международной научно-практической конференции «Христианство на Дальнем Востоке», собравшей представителей православных, католических и протестантских церквей России, Китая, Японии, Монголии и других стран. В дни работы конференции, 21 сентября 2006 г., начал свою работу Информационно-аналитический портал Хабаровской духовной семинарии «Православие на Дальнем Востоке», открытый по благословению Святейшего Патриарха Московского и всея Руси Алексия II. Назначение портала — всестороннее освещение религиозной жизни на Дальнем Востоке России и в сопредельных с ним государствах.
20 октября 2006 года состоялась церемония сдачи первой очереди комплекса зданий семинарии — учебного корпуса и домового храма. С 20 ноября 2006 года учебный процесс начал осуществляться в новом учебном корпусе.
8 сентября 2006 года состоялось открытие Информационно-аналитического интернет-портала Хабаровской духовной семинарии «Православие на Дальнем Востоке». Ресурс содержит разделы, где размещаются новости о религиозной жизни на Дальнем востоке, материалы по истории Православия в регионе, публикации на богословскую, вероучительную и образовательную тематику.
В течение этого срока была подготовлена сдача второй очереди комплекса зданий семинарии и осуществлен переход к полноценному функционированию учебного процесса духовного учебного заведения. 30 мая 2007 года был освящён домовый храм семинарии в честь святителя Иннокентия, митрополита Московского и Коломенского, апостола Дальнего Востока и Северной Америки. В ноябре 2007 года была сдана вторая очередь комплекса зданий семинарии.
В апреле 2007 года портал Хабаровской семинарии «Православие на Дальнем Востоке» стал обладателем Дальневосточной интернет-премии «Стерх-2007» в номинации «Лучший информационный сайт, региональный портал, сайт СМИ».
С 2007 года выходит в свет ежегодник «Труды Хабаровской духовной семинарии», в котором публикуются лучшие работы преподавателей и студентов семинарии.
С октября 2008 года совместной деятельностью хабаровской епархии и семинарии была запущена телевизионная духовно-просветительская программа «Благовест» (длительность 25 минут, регулярность выхода — несколько раз в месяц).
С 2008 в Хабаровской семинарии организовано обучение мирян на Богословских курсах. В 2010 году Богословские курсы вошли в состав Сектора дополнительного образования. После окончания курсов выпускники несут послушания как на правах волонтеров, так и в качестве штатных сотрудников в епархиальных отделах.
В 2009 году семинария получила государственную лицензию на ведение образовательной деятельности по программам высшего профессионального образования и программа дополнительного образования.
В указанный период ректором семинарии был митрополит Марк (Тужиков).

### Сентябрь 2011 — сентябрь 2016
С 2012 года было создано специальное подразделение семинарии, специализирующееся на изучении культуры, религии и философии стран Азии. В рамках деятельности этой структуры семинария проводила экскурсии для граждан стран КНР, КНДР и Японии.
В 2010—2012 годах в Хабаровской семинарии действовали Регентские курсы, которые в том же 2012 году были преобразованы в Школу духовного пения (на базе Сектора дополнительного образования).
В 2012—2013 годах проводились заседания религиозно-философского клуба, на котором преподаватели и студенты семинарии обсуждали актуальные вопросы религиозной мысли с преподавателями и студентами светских учебных заведений.
С 2012 года в семинарии был введён целый комплекс мероприятий, по увеличению спортивно-физической нагрузки студентов.

Часто в семинариях студенты ограничены в движении, физической деятельности. В их возрасте это может привести к печальным последствиям и для здоровья, и для будущего пастырства: привыкнут к благополучной, размеренной жизни — потом придется принуждать себя к миссионерству, другой активности. А пастырство из-под палки, а не по велению сердца… сами понимаете… Нужен молодым ребятам подвижный образ жизни.
В нашей семинарии для начала я ввел зарядку: после сна 20 минут. Сначала им тяжело было. Но я не отступал: «Вы же будущие пастыри. Это значит, у вас будет приход, может быть, и не один. На Дальнем Востоке большие расстояния, вам придется посещать несколько поселков. Для этого необходимо и здоровье, и физическая подготовка». Поняли, согласились. Затем раз в неделю стали плавать в бассейне. Раз в неделю — спортивные игры. После этого и предложение о парашюте последовало.
Сейчас у нас есть своя футбольная команда, на равных состязаемся со светскими вузами, соревнования по настольному теннису проводим, да и много других спортивных событий в семинарии происходит.
митрополит Игнатий (Пологрудов)

В 2014 году патриарх Московский и всея Руси Кирилл (Гундяев) посетил с официальным визитом семинарию.
В период 2013—2016 годов в семинарии обучались студенты из Китайской Народной Республики.
В указанный период ректором семинарии был митрополит Игнатий (Пологрудов).

### Сентябрь 2016 — февраль 2019
В 2016 году состоялся первый монашеский постриг студента семинарии в домовом храме семинарии.
В 2016—2017 годах активно проводились курсы повышения квалификации для преподавателей семинарии. Кроме того, на регулярной основе проводились конференции и круглые столы, в рамках взаимодействия Хабаровской епархии и хабаровского министерства образования.
С 2017 года семинария, в сотрудничестве с хабаровским университетом МВД, проводит мероприятия разной направленности (круглые столы, концерты, конференции, экскурсии и т. п.).
В 2017 году семинарию посетила делегация и Германии. С 2018 г. была введена практика совершения раз в год богослужения на греческом языке.
С 2016 по 2018 годах в семинарии обучались студенты из Корейской Народно-Демократической Республики, двое из которых были рукоположены на выпуске в сан дьякона, а ещё двое в сан священника.
В 2017—2019 годах на ежегодной основе стали проводиться спортивные соревнования между семинарией и светскими учебными заведениями. В этот же период студенты семинарии принимали участие в языковых и гуманитарных олимпиадах, проводимых светскими высшими учебными заведениями.
Весной 2017 года при библиотеке Хабаровской духовной семинарии открылась постоянно действующая музейная экспозиция, посвященная памяти небесного покровителя духовной школы Дальнего Востока — святителя Иннокентия митрополита Московского апостола Сибири и Америки. В её фондах представлено собрание старинных икон, богослужебных предметов, рукописных и печатных книг. А также, памятных монет и значков, связанных с событиями истории Русской Православной Церкви XIX—XXI столетий.
В указанный период ректором семинарии был митрополит Владимир (Самохин).

### Февраль 2019 — август 2019
С февраля по август 2019 г. исполняющим обязанности ректора семинарии был митрополит Артемий (Снигур).

### Август 2019 — ноябрь 2023
В августе 2019 г. ректором был назначен игумен Пантелеимон (Бердников).
С 2019 г. в семинарии была введена практика проведения миссионерских поездок студентами с представителями духовенства хабаровской епархии.
С декабря 2019 г. была начата активная подготовка к получению семинарией государственной аккредитации.
В 2019—2022 гг. на базе хабаровской епархии проводились конференции и круглые столы, посвящённые биоэтике (в частности, вопросам абортов и эвтаназии) Русской Православной Церкви.
С 2021 г. выходит периодичное издание «Вестник Хабаровской духовной семинарии» (вместо сборника «Труды Хабаровской духовной семинарии»), в котором публикуются статьи преподавателей и студентов как самой семинарии, так и других учебных заведений.
11 октября 2023 года решением Священного Синода РПЦ было принято решение о возведении ректора семинарии в епископский сан.
18 декабря 2023 года Федеральная служба по надзору в сфере образования и науки аккредитовала Хабаровскую духовную семинарию по программе «Теология» (бакалавриат).

## Хабаровская духовная семинария в настоящее время
В настоящее время в Хабаровской семинарии в полном объёме ведётся учебный процесс по образовательному стандарту «Теология» (48.03.01): осуществляется образовательная, научно-исследовательская деятельность, разработка научно-методической базы; проводится духовно-просветительская работа среди мирян, а также информационно-издательская и миссионерско-апологетическая и деятельность, направленная на борьбу с новыми религиозными движениями.
В семинарии действует крупнейшая на Дальнем Востоке библиотека религиозно-богословской литературы, фонды которой регулярно пополняются. Более 200 старопечатных и рукописных книг, входящих в библиотечный фонд семинарии — самое крупное собрание кириллических книжных памятников такого рода на Дальнем Востоке. Среди них — богослужебные книги, жития святых, книги духовно-нравственного содержания.
В домовом храме Хабаровской духовной семинарии в честь святителя Иннокентия Московского, небесного покровителя Хабаровской духовной семинарии, на регулярной основе совершаются богослужения с участием студентов.

#### Образовательная и научно-исследовательская деятельность
Образовательная деятельность семинарии осуществляется по двум направлениям — очном и дистанционно-заочном (для священнослужителей, не имеющих систематического богословского образования). Реализация учебного процесса обеспечивается преподавателями, имеющими соответствующее профильное духовное или светское образование. Часть преподавателей имеют учёные степени кандидатов богословия, кандидатов наук. Большая их часть имеет священный сан.
Научно-исследовательская деятельность осуществляется на базе трёх кафедр семинарии — богословия и библеистики, церковной истории и церковно-практических дисциплин, а также филологии и общенаучных дисциплин.

#### Информационно-издательская деятельность
Хабаровская духовная семинария успешно взаимодействует с федеральными, региональными и городскими средствами массовой информации. Все значительные события, происходящие в стенах духовной школы, получают освещение в печатных, в телевизионных и интернет-СМИ. Указанное направление работы в семинарии курирует информационный отдел семинарии. На регулярной основе осуществляется издание материалов проводимых семинарией конференций, посвященных истории христианства на Дальнем востоке, жизни и подвигу видных государственных и церковных деятелей. Издаются монографии, учебно-методические комплексы, учебные материалы и конспекты лекций.

## Руководство
Ректоры
- Марк (Тужиков) (10 июня 2005 — 30 мая 2011)
- Игнатий (Пологрудов) (30 мая 2011 — 13 июня 2016)[12]
- Владимир (Самохин) (13 июня 2016 — 26 февраля 2019)
- Артемий (Снигур) (29 февраля — 30 августа 2019) и. о.
- Пантелеимон (Бердников) (c 30 августа 2019)

Первые проректоры
- Петр (Еремеев) (2006—2010)
- Ефрем (Просянок) (2010—2015)
- иерей Дионисий Голубев (2015—2016)
- иерей Дионисий Проскурин (2016—2019)
- Квашнин М. В. (с 2019)